# Börje Peratt
Börje Peratt, ursprungligen Sten Börje Persson, född 23 augusti 1949 i Enskede församling i Stockholm, död 20 december 2021, var en svensk filmproducent, regissör, författare, kompositör och journalist. Karriären inleddes på Sveriges Radio, han kom sedan till Sveriges Television, startade eget bolag och gjorde dokumentärer och TV-serier. Peratt producerade musikal, långfilm och publicerade böcker på psykologiska teman.

## Biografi
Peratt var utbildad vid Dramatiska Institutet 1975 och avlade 1996 filosofie kandidatexamen i psykologi och 1998 magisterexamen i pedagogik.
Inom filmprojektet Trägudars land, baserat på Jan Fridegårds böcker med samma namn, gjorde han 1999 pilotkortfilmen Barnet från havet, huvudsakligen inspelad i Fotevikens museum, och 2002 dramadokumentären Jan Fridegård – Ordkonstnären som sändes i Sveriges Television. Filmen Bella och Real gjordes först som kortfilm 2001 och sedan som långfilm 2010. Den sistnämnda premiärvisades 2010 i Bollnäs vid ett evenemang som organiserades av föreningen Vi Mot Droger.
Sedan 1978 var han gift med Ritva Peratt (ogift Räty, född 1949), som var engagerad i makens företag och medförfattare till två böcker av honom.

## Produktioner (urval)

### Film och TV-program
- 1978 – Häftig fredag i Mariefred[9]
- 1984–1985 – Pep Talk (TV-serie)[källa behövs]
- Skattjakten: orienteringsskola med Annichen var Utbildningsradion-produktion i fem avsnitt som handlade om fyra barn som av Annichen Kringstad lär sig tyda en karta som de hittat.[10]
- 1988–1991 – Fisketur (TV-serie)[11][12][13]
- 1999 – Barnet från havet[14]
- 1999–2001 – Nordic Good Fishing (TV-serie)[15][16]
- 2002 – Jan Fridegård – Ordkonstnären[14]
- 2010 – Bella och Real – The movie [17]

### Radio
- 1978 Gräset gror, musikpjäs av Börje S Persson med Anita Wall som uppläsare. Sveriges Radio "Sommar med Ungdomsredaktionen".[18]
- 1977-78 Ljudteknik och musik. Om det nya sättet att skapa musik med bland annat Michael B. Tretow som skapade Abba-soundet. Sveriges Radio, Neonmagasinet/Ungdomsredaktionen i Stockholm. [19]
- 1978 Rapport från en attachéportfölj. Dramadokumentärserie i sex avsnitt om en säljares liv. Med Klas Bergling. [20]

### Pjäser
- Peratt, Börje (1981). Kaninen och rovdjuret. Urpremiär 1978. Stockholm. Libris 264194

## Priser och utmärkelser
- Bella och Real - Palermo Sportfilm Festival. Juryns första pris Golden Paladin, publikens pris "Premio Giuria Giovani" 12 nov 2001 [21][22]
- Bella och Real - Palermo Sportfilm Festival 25-årsjubileum. Vinnare bland vinnare - PREMIO SUPER PALADINO D'ORO 2003 [22]
- Fisketur TV-serie. Tilldelades hedersstatyn av Sveriges Sportfiske- och Fiskevårdsförbund, 1989.[källa behövs]